# Danh sách cầu thủ bóng đá nữ tham dự Thế vận hội Mùa hè 2016
Dưới đây là danh sách cầu thủ của các quóc gia tham dự môn bóng đá nữ Thế vận hội Mùa hè 2016 tại Rio de Janeiro. Mỗi quốc gia phải nộp lên ban tổ chức danh sách 18 cầu thủ trong đội trong đó có tối thiểu hai thủ môn.
Tuổi, số trận và số bàn thắng tính tới trước trận đấu đầu tiên vào ngày 3 tháng 8 năm 2016.

## Bảng E

### Brasil
Đội hình 18 vận động viên được chính thức lên danh sách vào ngày 12 tháng 7 năm 2016.
Huấn luyện viên trưởng: Vadão

| Số | VT | Cầu thủ          | Ngày sinh (tuổi)            | Trận | Bàn | Câu lạc bộ            |
| -- | -- | ---------------- | --------------------------- | ---- | --- | --------------------- |
| 1  | TM | Bárbara          | 4 tháng 7, 1988 (28 tuổi)   | 25   | 0   | Tự do                 |
| 2  | HV | Fabiana          | 4 tháng 8, 1989 (26 tuổi)   | 59   | 6   | Đại Liên Quyền Kiến   |
| 3  | HV | Monica           | 21 tháng 4, 1987 (29 tuổi)  | 25   | 2   | Orlando Pride         |
| 4  | HV | Rafaelle         | 18 tháng 6, 1991 (25 tuổi)  | 8    | 0   | Trường Xuân Trác Việt |
| 5  | TV | Thaisa           | 17 tháng 12, 1988 (27 tuổi) | 29   | 2   | Tự do                 |
| 6  | HV | Tamires          | 10 tháng 10, 1987 (28 tuổi) | 35   | 3   | Fortuna Hjørring      |
| 7  | TĐ | Debinha          | 20 tháng 10, 1991 (24 tuổi) | 6    | 4   | Đại Liên Quyền Kiến   |
| 8  | TV | Formiga          | 3 tháng 3, 1978 (38 tuổi)   | 138  | 20  | Tự do                 |
| 9  | TĐ | Andressa Alves   | 10 tháng 11, 1992 (23 tuổi) | 39   | 10  | FC Barcelona          |
| 10 | TV | Marta (c)        | 19 tháng 2, 1986 (30 tuổi)  | 95   | 92  | FC Rosengård          |
| 11 | TĐ | Cristiane        | 15 tháng 5, 1985 (31 tuổi)  | 109  | 75  | Paris Saint-Germain   |
| 12 | HV | Poliana          | 6 tháng 2, 1991 (25 tuổi)   | 34   | 2   | Houston Dash          |
| 13 | HV | Érika            | 4 tháng 2, 1988 (28 tuổi)   | 49   | 10  | Paris Saint-Germain   |
| 14 | HV | Bruna            | 16 tháng 10, 1985 (30 tuổi) | 4    | 0   | Tự do                 |
| 15 | TĐ | Raquel Fernandes | 21 tháng 3, 1991 (25 tuổi)  | 22   | 4   | Trường Xuân Trác Việt |
| 16 | TĐ | Beatriz          | 17 tháng 12, 1993 (22 tuổi) | 18   | 1   | Steel Red Angels      |
| 17 | TV | Andressa         | 1 tháng 5, 1995 (21 tuổi)   | 21   | 7   | Houston Dash          |
| 18 | TM | Aline            | 15 tháng 4, 1989 (27 tuổi)  | 0    | 0   | Tự do                 |

### Nam Phi
Đội hình 18 vận động viên được chính thức lên danh sách vào ngày 14 tháng 7 năm 2016. Thembi Kgatlana thay thế cho Shiwe Nongwanya sau trận vòng bảng đầu tiên.
Huấn luyện viên trưởng: Vera Pauw

| Số | VT | Cầu thủ              | Ngày sinh (tuổi)            | Trận | Bàn | Câu lạc bộ                 |
| -- | -- | -------------------- | --------------------------- | ---- | --- | -------------------------- |
| 1  | TM | Roxanne Barker       | 6 tháng 5, 1991 (25 tuổi)   | 28   | 0   | Knattspyrnufélag Akureyrar |
| 2  | HV | Lebogang Ramalepe    | 3 tháng 12, 1991 (24 tuổi)  | 27   | 1   | MaIndies                   |
| 3  | HV | Nothando Vilakazi    | 28 tháng 10, 1988 (27 tuổi) | 86   | 5   | Palace Super Falcons       |
| 4  | HV | Noko Matlou          | 30 tháng 9, 1985 (30 tuổi)  | 124  | 63  | MaIndies                   |
| 5  | HV | Janine van Wyk (c)   | 17 tháng 4, 1987 (29 tuổi)  | 131  | 11  | JVW                        |
| 6  | TV | Mamello Makhabane    | 24 tháng 2, 1988 (28 tuổi)  | 71   | 18  | JVW                        |
| 7  | TV | Stephanie Malherbe   | 5 tháng 4, 1996 (20 tuổi)   | 7    | 0   | Đại học Texas A&M          |
| 8  | TV | Robyn Moodaly        | 16 tháng 6, 1994 (22 tuổi)  | 14   | 2   | Đại học Tây Bắc Ohio       |
| 9  | TV | Amanda Dlamini       | 22 tháng 7, 1988 (28 tuổi)  | 100  | 24  | Đại học Johannesburg       |
| 10 | TV | Linda Motlhalo       | 1 tháng 7, 1998 (18 tuổi)   | 8    | 3   | FKM Nové Zámky             |
| 11 | TĐ | Shiwe Nongwanya      | 7 tháng 3, 1994 (22 tuổi)   | 28   | 4   | Bloemfontein Celtic        |
| 12 | TĐ | Jermaine Seoposenwe  | 12 tháng 10, 1993 (22 tuổi) | 41   | 10  | Đại học Samford            |
| 13 | HV | Bambanani Mbane      | 12 tháng 3, 1990 (26 tuổi)  | 2    | 0   | Bloemfontein Celtic        |
| 14 | TĐ | Sanah Mollo          | 30 tháng 1, 1987 (29 tuổi)  | 69   | 21  | Mamelodi Sundowns          |
| 15 | TV | Refiloe Jane         | 4 tháng 8, 1992 (23 tuổi)   | 62   | 5   | Đại học Công nghệ Vaal     |
| 16 | TM | Andile Dlamini       | 2 tháng 9, 1992 (23 tuổi)   | 19   | 0   | Mamelodi Sundowns          |
| 17 | TV | Leandra Smeda        | 22 tháng 7, 1989 (27 tuổi)  | 60   | 13  | Đại học Mũi Tây            |
| 18 | TV | Nompumelelo Nyandeni | 19 tháng 8, 1987 (28 tuổi)  | 125  | 38  | JVW                        |
| 20 | TĐ | Thembi Kgatlana      | 2 tháng 5, 1996 (20 tuổi)   | 0    | 0   | Đại học Mũi Tây            |

### Thụy Điển
Đội hình 18 vận động viên được chính thức lên danh sách vào ngày 28 tháng 6 năm 2016.
Huấn luyện viên trưởng: Pia Sundhage

| Số | VT | Cầu thủ            | Ngày sinh (tuổi)            | Trận | Bàn | Câu lạc bộ              |
| -- | -- | ------------------ | --------------------------- | ---- | --- | ----------------------- |
| 1  | TM | Hedvig Lindahl     | 29 tháng 4, 1983 (33 tuổi)  | 122  | 0   | Chelsea                 |
| 2  | HV | Jonna Andersson    | 2 tháng 1, 1993 (23 tuổi)   | 4    | 0   | Linköpings FC           |
| 3  | HV | Linda Sembrant     | 15 tháng 5, 1987 (29 tuổi)  | 69   | 7   | Montpellier HSC         |
| 4  | HV | Emma Berglund      | 19 tháng 12, 1988 (27 tuổi) | 44   | 1   | FC Rosengård            |
| 5  | HV | Nilla Fischer      | 2 tháng 8, 1984 (32 tuổi)   | 144  | 20  | VfL Wolfsburg           |
| 6  | HV | Magdalena Ericsson | 8 tháng 9, 1993 (22 tuổi)   | 11   | 1   | Linköpings FC           |
| 7  | TV | Lisa Dahlkvist     | 6 tháng 2, 1987 (29 tuổi)   | 110  | 11  | KIF Örebro              |
| 8  | TĐ | Lotta Schelin (c)  | 27 tháng 2, 1984 (32 tuổi)  | 165  | 84  | FC Rosengård            |
| 9  | TV | Kosovare Asllani   | 29 tháng 7, 1989 (27 tuổi)  | 83   | 25  | Manchester City         |
| 10 | TĐ | Sofia Jakobsson    | 23 tháng 4, 1990 (26 tuổi)  | 71   | 12  | Montpellier HSC         |
| 11 | TĐ | Stina Blackstenius | 5 tháng 2, 1996 (20 tuổi)   | 8    | 1   | Linköpings FC           |
| 12 | TĐ | Olivia Schough     | 11 tháng 3, 1991 (25 tuổi)  | 36   | 5   | Eskilstuna United       |
| 13 | TĐ | Fridolina Rolfö    | 24 tháng 11, 1993 (22 tuổi) | 9    | 4   | Linköpings FC           |
| 14 | TV | Emilia Appelqvist  | 11 tháng 2, 1990 (26 tuổi)  | 12   | 1   | Djurgårdens IF          |
| 15 | HV | Jessica Samuelsson | 30 tháng 1, 1992 (24 tuổi)  | 32   | 0   | Linköpings FC           |
| 16 | TV | Elin Rubensson     | 11 tháng 5, 1993 (23 tuổi)  | 31   | 0   | Kopparbergs/Göteborg FC |
| 17 | TV | Caroline Seger (c) | 19 tháng 3, 1985 (31 tuổi)  | 151  | 23  | Olympique Lyon          |
| 18 | TM | Hilda Carlén       | 13 tháng 8, 1991 (24 tuổi)  | 2    | 0   | Piteå IF                |
| 19 | TĐ | Pauline Hammarlund | 7 tháng 5, 1994 (22 tuổi)   | 6    | 3   | Kopparbergs/Göteborg FC |

### Trung Quốc
Đội hình 18 vận động viên được chính thức lên danh sách vào ngày 7 tháng 7 năm 2016.
Huấn luyện viên trưởng: Bruno Bini

| Số | VT | Cầu thủ           | Ngày sinh (tuổi)            | Trận | Bàn | Câu lạc bộ               |
| -- | -- | ----------------- | --------------------------- | ---- | --- | ------------------------ |
| 1  | TM | Triệu Lệ Na       | 18 tháng 9, 1991 (24 tuổi)  | 31   | 0   | Thượng Hải Vĩnh Bách     |
| 2  | HV | Lưu Sam Sam       | 16 tháng 3, 1992 (24 tuổi)  | 51   | 0   | Trường Xuân Trác Việt    |
| 3  | HV | Tiết Kiều         | 30 tháng 1, 1993 (23 tuổi)  | 26   | 0   | Đại Liên Quyền Kiến      |
| 4  | HV | Cao Thần          | 11 tháng 8, 1992 (23 tuổi)  | 2    | 0   | Đại Liên Quyền Kiến      |
| 5  | HV | Ngô Hải Yến       | 26 tháng 2, 1993 (23 tuổi)  | 63   | 0   | Sơn Đông Hoàng Minh      |
| 6  | HV | Lý Đông Na (c)    | 6 tháng 12, 1988 (27 tuổi)  | 81   | 6   | Đại Liên Quyền Kiến      |
| 7  | TV | Lý Ảnh            | 7 tháng 1, 1993 (23 tuổi)   | 80   | 13  | Sơn Đông Hoàng Minh      |
| 8  | TV | Đàm Như Ân        | 17 tháng 7, 1994 (22 tuổi)  | 39   | 0   | Trường Xuân Trác Việt    |
| 9  | TĐ | Mã Hiểu Húc       | 5 tháng 6, 1988 (28 tuổi)   | 147  | 61  | Đại Liên Quyền Kiến      |
| 10 | TĐ | Dương Lệ          | 31 tháng 1, 1991 (25 tuổi)  | 33   | 17  | Giang Tô Tô Ninh         |
| 11 | TĐ | Vương San San     | 27 tháng 1, 1990 (26 tuổi)  | 70   | 9   | Thiên Tân Hối Sâm        |
| 12 | TĐ | Vương Sương       | 23 tháng 1, 1995 (21 tuổi)  | 44   | 6   | Đại Liên Quyền Kiến      |
| 13 | TV | Bàng Phong Nguyệt | 19 tháng 1, 1989 (27 tuổi)  | 80   | 6   | Đại Liên Quyền Kiến      |
| 14 | HV | Triệu Dung        | 2 tháng 8, 1991 (25 tuổi)   | 52   | 0   | Trường Xuân Trác Việt    |
| 15 | TV | Trương Duệ        | 17 tháng 1, 1989 (27 tuổi)  | 91   | 17  | Quân Giải phóng Nhân dân |
| 16 | TV | Dương Mạn         | 2 tháng 11, 1995 (20 tuổi)  | 16   | 1   | Sơn Đông                 |
| 17 | TĐ | Cổ Nhã Sa         | 28 tháng 11, 1990 (25 tuổi) | 118  | 10  | Bắc Kinh Khống Cổ        |
| 18 | TM | Trương Việt       | 30 tháng 9, 1990 (25 tuổi)  | 49   | 0   | Bắc Kinh Khống Cổ        |

## Bảng F

### Canada
Đội hình 18 vận động viên được chính thức lên danh sách vào ngày 20 tháng 6 năm 2016.
Huấn luyện viên trưởng: John Herdman

| Số | VT | Cầu thủ                | Ngày sinh (tuổi)            | Trận | Bàn | Câu lạc bộ                      |
| -- | -- | ---------------------- | --------------------------- | ---- | --- | ------------------------------- |
| 1  | TM | Stephanie Labbé        | 10 tháng 10, 1986 (29 tuổi) | 34   | 0   | Washington Spirit               |
| 2  | HV | Allysha Chapman        | 25 tháng 1, 1989 (27 tuổi)  | 32   | 1   | Houston Dash                    |
| 3  | HV | Kadeisha Buchanan      | 5 tháng 11, 1995 (20 tuổi)  | 60   | 3   | Đại học Tây Virginia            |
| 4  | HV | Shelina Zadorsky       | 24 tháng 8, 1992 (23 tuổi)  | 20   | 3   | Washington Spirit               |
| 5  | TV | Rebecca Quinn          | 11 tháng 8, 1995 (20 tuổi)  | 25   | 3   | Đại học Duke                    |
| 6  | TĐ | Deanne Rose            | 3 tháng 3, 1999 (17 tuổi)   | 12   | 3   | Scarborough GS United           |
| 7  | HV | Rhian Wilkinson        | 12 tháng 5, 1982 (34 tuổi)  | 175  | 7   | Tự do                           |
| 8  | TV | Diana Matheson         | 6 tháng 4, 1984 (32 tuổi)   | 183  | 17  | Washington Spirit               |
| 9  | HV | Josée Bélanger         | 14 tháng 5, 1986 (30 tuổi)  | 50   | 7   | Orlando Pride                   |
| 10 | HV | Ashley Lawrence        | 11 tháng 6, 1995 (21 tuổi)  | 42   | 4   | Đại học Tây Virginia            |
| 11 | TV | Desiree Scott          | 31 tháng 7, 1987 (29 tuổi)  | 110  | 0   | FC Kansas City                  |
| 12 | TĐ | Christine Sinclair (c) | 12 tháng 6, 1983 (33 tuổi)  | 243  | 162 | Portland Thorns                 |
| 13 | TV | Sophie Schmidt         | 28 tháng 6, 1988 (28 tuổi)  | 149  | 16  | 1. FFC Frankfurt                |
| 14 | TĐ | Melissa Tancredi       | 27 tháng 12, 1981 (34 tuổi) | 118  | 25  | KIF Örebro                      |
| 15 | TĐ | Nichelle Prince        | 19 tháng 2, 1995 (21 tuổi)  | 16   | 6   | Đại học Bang Ohio               |
| 16 | TĐ | Janine Beckie          | 20 tháng 8, 1994 (21 tuổi)  | 23   | 10  | Houston Dash                    |
| 17 | TV | Jessie Fleming         | 11 tháng 3, 1998 (18 tuổi)  | 33   | 3   | Đại học California, Los Angeles |
| 18 | TM | Sabrina D'Angelo       | 11 tháng 5, 1993 (23 tuổi)  | 2    | 0   | Western New York Flash          |

### Đức
Svenja Huth thay thế cho Simone Laudehr vào ngày 11 tháng 8 năm 2016.
Huấn luyện viên trưởng: Silvia Neid
| Số | VT | Cầu thủ              | Ngày sinh (tuổi)            | Trận | Bàn | Câu lạc bộ          |
| -- | -- | -------------------- | --------------------------- | ---- | --- | ------------------- |
| 1  | TM | Almuth Schult        | 9 tháng 2, 1991 (25 tuổi)   | 28   | 0   | VfL Wolfsburg       |
| 2  | HV | Josephine Henning    | 8 tháng 9, 1989 (26 tuổi)   | 28   | 0   | Arsenal             |
| 3  | HV | Saskia Bartusiak (c) | 9 tháng 9, 1982 (33 tuổi)   | 94   | 1   | 1. FFC Frankfurt    |
| 4  | HV | Leonie Maier         | 29 tháng 9, 1992 (23 tuổi)  | 40   | 6   | FC Bayern München   |
| 5  | HV | Annike Krahn         | 1 tháng 7, 1985 (31 tuổi)   | 130  | 5   | Bayer Leverkusen    |
| 6  | TV | Simone Laudehr       | 12 tháng 7, 1986 (30 tuổi)  | 97   | 26  | FC Bayern München   |
| 7  | TV | Melanie Behringer    | 18 tháng 11, 1985 (30 tuổi) | 116  | 29  | FC Bayern München   |
| 8  | TV | Lena Goeßling        | 8 tháng 3, 1986 (30 tuổi)   | 86   | 10  | VfL Wolfsburg       |
| 9  | TĐ | Alexandra Popp       | 6 tháng 4, 1991 (25 tuổi)   | 67   | 33  | VfL Wolfsburg       |
| 10 | TĐ | Dzsenifer Marozsán   | 18 tháng 4, 1992 (24 tuổi)  | 59   | 27  | Olympique Lyon      |
| 11 | TĐ | Anja Mittag          | 16 tháng 5, 1985 (31 tuổi)  | 137  | 42  | Paris Saint-Germain |
| 12 | HV | Tabea Kemme          | 14 tháng 12, 1991 (24 tuổi) | 28   | 1   | Turbine Potsdam     |
| 13 | TV | Sara Däbritz         | 15 tháng 2, 1995 (21 tuổi)  | 30   | 4   | FC Bayern München   |
| 14 | HV | Babett Peter         | 12 tháng 5, 1988 (28 tuổi)  | 96   | 5   | VfL Wolfsburg       |
| 15 | TĐ | Mandy Islacker       | 8 tháng 8, 1988 (27 tuổi)   | 7    | 2   | 1. FFC Frankfurt    |
| 16 | TV | Melanie Leupolz      | 14 tháng 4, 1994 (22 tuổi)  | 41   | 7   | FC Bayern München   |
| 17 | TV | Isabel Kerschowski   | 22 tháng 1, 1988 (28 tuổi)  | 7    | 3   | VfL Wolfsburg       |
| 18 | TM | Laura Benkarth       | 14 tháng 10, 1992 (23 tuổi) | 2    | 0   | SC Freiburg         |
| 19 | TĐ | Svenja Huth          | 25 tháng 1, 1991 (25 tuổi)  | 20   | 0   | Turbine Potsdam     |

### Úc
Đội hình 18 vận động viên được chính thức lên danh sách vào ngày 4 tháng 7 năm 2016.
Huấn luyện viên trưởng: Alen Stajcic

| Số | VT | Cầu thủ                | Ngày sinh (tuổi)            | Trận | Bàn | Câu lạc bộ               |
| -- | -- | ---------------------- | --------------------------- | ---- | --- | ------------------------ |
| 1  | TM | Lydia Williams         | 13 tháng 5, 1988 (28 tuổi)  | 53   | 0   | Houston Dash             |
| 2  | TĐ | Larissa Crummer        | 10 tháng 1, 1996 (20 tuổi)  | 10   | 1   | Melbourne City           |
| 3  | TV | Katrina Gorry          | 13 tháng 8, 1992 (23 tuổi)  | 44   | 13  | Brisbane Roar            |
| 4  | HV | Clare Polkinghorne (c) | 1 tháng 2, 1989 (27 tuổi)   | 87   | 6   | Brisbane Roar            |
| 5  | HV | Laura Alleway          | 28 tháng 11, 1989 (26 tuổi) | 44   | 2   | Orlando Pride            |
| 6  | TV | Chloe Logarzo          | 22 tháng 12, 1994 (21 tuổi) | 8    | 0   | Eskilstuna United        |
| 7  | HV | Steph Catley           | 26 tháng 1, 1994 (22 tuổi)  | 49   | 2   | Orlando Pride            |
| 8  | TV | Elise Kellond-Knight   | 10 tháng 8, 1990 (25 tuổi)  | 71   | 1   | 1. FFC Turbine Potsdam   |
| 9  | TV | Caitlin Foord          | 11 tháng 11, 1994 (21 tuổi) | 45   | 7   | Perth Glory              |
| 10 | TV | Emily van Egmond       | 12 tháng 7, 1993 (23 tuổi)  | 53   | 14  | 1. FFC Frankfurt         |
| 11 | TĐ | Lisa De Vanna (c)      | 14 tháng 11, 1984 (31 tuổi) | 112  | 39  | Melbourne City           |
| 12 | HV | Ellie Carpenter        | 28 tháng 4, 2000 (16 tuổi)  | 3    | 0   | Western Sydney Wanderers |
| 13 | TV | Tameka Butt            | 16 tháng 6, 1991 (25 tuổi)  | 55   | 7   | Mallbacken               |
| 14 | HV | Alanna Kennedy         | 21 tháng 1, 1995 (21 tuổi)  | 43   | 1   | Western New York Flash   |
| 15 | TĐ | Samantha Kerr          | 10 tháng 9, 1993 (22 tuổi)  | 43   | 7   | Sky Blue FC              |
| 16 | TĐ | Michelle Heyman        | 4 tháng 7, 1988 (28 tuổi)   | 48   | 18  | Canberra United          |
| 17 | TĐ | Kyah Simon             | 25 tháng 6, 1991 (25 tuổi)  | 65   | 20  | Boston Breakers          |
| 18 | TM | Mackenzie Arnold       | 25 tháng 2, 1994 (22 tuổi)  | 10   | 0   | Perth Glory              |

### Zimbabwe
Đội hình 18 vận động viên được chính thức lên danh sách vào ngày 22 tháng 7 năm 2016.
Huấn luyện viên trưởng: Shadreck Mlauzi

| Số | VT | Cầu thủ             | Ngày sinh (tuổi)            | Trận | Bàn | Câu lạc bộ           |
| -- | -- | ------------------- | --------------------------- | ---- | --- | -------------------- |
| 1  | TM | Chido Dringirai     | 25 tháng 10, 1991 (24 tuổi) | 0    | 0   | Flame Lily Queens    |
| 2  | HV | Lynett Mutokuto     | 1 tháng 9, 1988 (27 tuổi)   | 0    | 0   | Black Rhinos F.C.    |
| 3  | HV | Shiela Makoto       | 14 tháng 1, 1990 (26 tuổi)  | 0    | 0   | Blue Swallows Queens |
| 4  | HV | Nobuhle Majika      | 9 tháng 5, 1991 (25 tuổi)   | 0    | 0   | Inline Academy       |
| 5  | TV | Emmalulate Msipa    | 7 tháng 6, 1992 (24 tuổi)   | 0    | 0   | Black Rhinos F.C.    |
| 6  | TV | Talent Mandaza      | 11 tháng 12, 1985 (30 tuổi) | 0    | 0   | Black Rhinos F.C.    |
| 7  | TĐ | Rudo Neshamba (c)   | 10 tháng 2, 1992 (24 tuổi)  | 0    | 0   | Weerams              |
| 8  | TV | Rejoice Kapfumvuti  | 18 tháng 11, 1991 (24 tuổi) | 0    | 0   | Inline Academy       |
| 9  | TĐ | Samkelisiwe Zulu    | 14 tháng 4, 1990 (26 tuổi)  | 0    | 0   | Flame Lily Queens    |
| 10 | TV | Mavis Chirandu      | 15 tháng 1, 1995 (21 tuổi)  | 0    | 0   | Weerams              |
| 11 | TV | Daisy Kaitano       | 20 tháng 9, 1993 (22 tuổi)  | 0    | 0   | Black Rhinos F.C.    |
| 12 | TV | Marjory Nyaumwe     | 10 tháng 7, 1987 (29 tuổi)  | 0    | 0   | Flame Lily Queens    |
| 13 | TĐ | Erina Jeke          | 16 tháng 9, 1990 (25 tuổi)  | 0    | 0   | Flame Lily Queens    |
| 14 | HV | Eunice Chibanda     | 26 tháng 3, 1996 (20 tuổi)  | 0    | 0   | Black Rhinos F.C.    |
| 15 | TĐ | Rutendo Makore      | 30 tháng 9, 1992 (23 tuổi)  | 0    | 0   | Black Rhinos F.C.    |
| 16 | TM | Lindiwe Magwede     | 1 tháng 12, 1991 (24 tuổi)  | 0    | 0   | Cyclone Stars        |
| 17 | TĐ | Kudakwashe Basopo   | 18 tháng 7, 1990 (26 tuổi)  | 0    | 0   | Black Rhinos F.C.    |
| 18 | TĐ | Felistas Muzongondi | 22 tháng 3, 1983 (33 tuổi)  | 0    | 0   | Mwenezana            |

## Bảng G

### Colombia
Đội hình 18 vận động viên được chính thức lên danh sách vào ngày 14 tháng 7 năm 2016.
Huấn luyện viên trưởng: Felipe Taborda

| Số | VT | Cầu thủ            | Ngày sinh (tuổi)            | Trận | Bàn | Câu lạc bộ             |
| -- | -- | ------------------ | --------------------------- | ---- | --- | ---------------------- |
| 1  | TM | Catalina Pérez     | 8 tháng 11, 1994 (21 tuổi)  | 5    | 0   | Đại học Miami          |
| 2  | TV | Carolina Arbeláez  | 8 tháng 3, 1995 (21 tuổi)   | 1    | 0   | Formas Íntimas         |
| 3  | TV | Natalia Gaitán (c) | 3 tháng 4, 1991 (25 tuổi)   | 39   | 4   | Valencia CF            |
| 4  | TV | Diana Ospina       | 3 tháng 3, 1989 (27 tuổi)   | 33   | 3   | Formas Íntimas         |
| 5  | HV | Isabella Echeverri | 16 tháng 6, 1994 (22 tuổi)  | 15   | 1   | Đại học Toledo         |
| 6  | HV | Liana Salazar      | 16 tháng 9, 1992 (23 tuổi)  | 13   | 0   | Club Futuro Soccer     |
| 7  | TĐ | Ingrid Vidal       | 22 tháng 4, 1991 (25 tuổi)  | 54   | 11  | CD Palmiranas          |
| 8  | HV | Mildrey Pineda     | 1 tháng 10, 1989 (26 tuổi)  | 25   | 2   | CD Palmiranas          |
| 9  | HV | Oriánica Velásquez | 1 tháng 8, 1989 (27 tuổi)   | 41   | 2   | Club Gol Star          |
| 10 | TV | Leicy Santos       | 16 tháng 5, 1996 (20 tuổi)  | 15   | 2   | Club Gol Star          |
| 11 | TV | Catalina Usme      | 25 tháng 12, 1989 (26 tuổi) | 44   | 20  | Formas Íntimas         |
| 12 | TĐ | Nicole Regnier     | 28 tháng 2, 1995 (21 tuổi)  | 1    | 0   | Rayo Vallecano         |
| 13 | HV | Angela Clavijo     | 1 tháng 9, 1993 (22 tuổi)   | 19   | 0   | Club Kamatsa           |
| 14 | HV | Nataly Arias       | 2 tháng 4, 1986 (30 tuổi)   | 58   | 6   | Formas Íntimas         |
| 15 | TV | Tatiana Ariza      | 21 tháng 2, 1991 (25 tuổi)  | 38   | 8   | Houston Aces           |
| 16 | TĐ | Lady Andrade       | 10 tháng 1, 1992 (24 tuổi)  | 45   | 9   | Western New York Flash |
| 17 | HV | Carolina Arias     | 2 tháng 9, 1990 (25 tuổi)   | 42   | 0   | Orsomarso S.C.         |
| 18 | TM | Sandra Sepúlveda   | 3 tháng 3, 1988 (28 tuổi)   | 39   | 0   | F.C. Kiryat Gat        |

### Hoa Kỳ
Huấn luyện viên trưởng: Jill Ellis

| Số | VT | Cầu thủ              | Ngày sinh (tuổi)            | Trận | Bàn | Câu lạc bộ         |
| -- | -- | -------------------- | --------------------------- | ---- | --- | ------------------ |
| 1  | TM | Hope Solo            | 30 tháng 7, 1981 (35 tuổi)  | 201  | 0   | Seattle Reign FC   |
| 2  | TĐ | Mallory Pugh         | 29 tháng 4, 1998 (18 tuổi)  | 16   | 4   | Real Colorado      |
| 3  | TV | Allie Long           | 13 tháng 8, 1987 (28 tuổi)  | 13   | 2   | Portland Thorns FC |
| 4  | HV | Becky Sauerbrunn (c) | 6 tháng 6, 1985 (31 tuổi)   | 112  | 0   | FC Kansas City     |
| 5  | HV | Kelley O'Hara        | 4 tháng 8, 1988 (27 tuổi)   | 85   | 2   | Sky Blue FC        |
| 6  | HV | Whitney Engen        | 28 tháng 11, 1987 (28 tuổi) | 39   | 4   | Boston Breakers    |
| 7  | HV | Meghan Klingenberg   | 2 tháng 8, 1988 (28 tuổi)   | 67   | 3   | Portland Thorns FC |
| 8  | HV | Julie Johnston       | 6 tháng 4, 1992 (24 tuổi)   | 40   | 8   | Chicago Red Stars  |
| 9  | TV | Lindsey Horan        | 26 tháng 5, 1994 (22 tuổi)  | 23   | 3   | Portland Thorns FC |
| 10 | TV | Carli Lloyd (c)      | 16 tháng 7, 1982 (34 tuổi)  | 227  | 90  | Houston Dash       |
| 11 | HV | Ali Krieger          | 28 tháng 7, 1984 (32 tuổi)  | 93   | 1   | Washington Spirit  |
| 12 | TĐ | Christen Press       | 29 tháng 12, 1988 (27 tuổi) | 73   | 34  | Chicago Red Stars  |
| 13 | TĐ | Alex Morgan          | 2 tháng 7, 1989 (27 tuổi)   | 115  | 68  | Orlando Pride      |
| 14 | TV | Morgan Brian         | 26 tháng 2, 1993 (23 tuổi)  | 57   | 4   | Houston Dash       |
| 15 | TV | Megan Rapinoe        | 5 tháng 7, 1985 (31 tuổi)   | 114  | 31  | Seattle Reign FC   |
| 16 | TĐ | Crystal Dunn         | 3 tháng 7, 1992 (24 tuổi)   | 38   | 15  | Washington Spirit  |
| 17 | TV | Tobin Heath          | 29 tháng 5, 1988 (28 tuổi)  | 121  | 15  | Portland Thorns FC |
| 18 | TM | Alyssa Naeher        | 20 tháng 4, 1988 (28 tuổi)  | 7    | 0   | Chicago Red Stars  |

### New Zealand
Huấn luyện viên trưởng: Tony Readings

| Số | VT | Cầu thủ          | Ngày sinh (tuổi)            | Trận | Bàn | Câu lạc bộ                  |
| -- | -- | ---------------- | --------------------------- | ---- | --- | --------------------------- |
| 1  | TM | Erin Nayler      | 17 tháng 4, 1992 (24 tuổi)  | 40   | 0   | Norwest United              |
| 2  | HV | Ria Percival     | 7 tháng 12, 1989 (26 tuổi)  | 116  | 11  | FC Basel                    |
| 3  | HV | Anna Green       | 20 tháng 8, 1990 (25 tuổi)  | 60   | 7   | Mallbacken                  |
| 4  | TV | Katie Duncan     | 1 tháng 2, 1988 (28 tuổi)   | 115  | 1   | FC Zürich                   |
| 5  | HV | Abby Erceg (c)   | 20 tháng 11, 1989 (26 tuổi) | 126  | 6   | Western New York Flash      |
| 6  | HV | Rebekah Stott    | 17 tháng 6, 1993 (23 tuổi)  | 49   | 4   | Claudelands Rovers          |
| 7  | HV | Ali Riley        | 30 tháng 10, 1987 (28 tuổi) | 101  | 1   | FC Rosengård                |
| 8  | TĐ | Jasmine Pereira  | 20 tháng 7, 1996 (20 tuổi)  | 18   | 0   | Three Kings United          |
| 9  | TĐ | Amber Hearn      | 28 tháng 11, 1984 (31 tuổi) | 112  | 50  | USV Jena                    |
| 10 | TĐ | Sarah Gregorius  | 6 tháng 8, 1987 (28 tuổi)   | 78   | 24  | Speranza FC Osaka-Takatsuki |
| 11 | TV | Kirsty Yallop    | 4 tháng 11, 1986 (29 tuổi)  | 99   | 12  | Mallbacken                  |
| 12 | TV | Betsy Hassett    | 4 tháng 8, 1990 (25 tuổi)   | 91   | 8   | Werder Bremen               |
| 13 | TĐ | Rosie White      | 6 tháng 6, 1993 (23 tuổi)   | 81   | 14  | Liverpool                   |
| 14 | TV | Katie Bowen      | 15 tháng 4, 1994 (22 tuổi)  | 37   | 1   | FC Kansas City              |
| 15 | HV | Meikayla Moore   | 4 tháng 6, 1996 (20 tuổi)   | 14   | 0   | Cashmere Technical          |
| 16 | TV | Annalie Longo    | 1 tháng 7, 1991 (25 tuổi)   | 91   | 8   | Cashmere Technical          |
| 17 | TĐ | Hannah Wilkinson | 28 tháng 5, 1992 (24 tuổi)  | 74   | 23  | Đại học Tennessee           |
| 18 | TM | Rebecca Rolls    | 22 tháng 8, 1975 (40 tuổi)  | 22   | 0   | Three Kings United          |

### Pháp
Đội hình 18 vận động viên được chính thức lên danh sách vào ngày 7 tháng 7 năm 2016. Vào ngày 18 tháng 7, Laura Georges rút lui khỏi đội hình do chấn thương và được thay thế bởi Sakina Karchaoui.
Huấn luyện viên trưởng: Philippe Bergeroo

| Số | VT | Cầu thủ             | Ngày sinh (tuổi)            | Trận | Bàn | Câu lạc bộ          |
| -- | -- | ------------------- | --------------------------- | ---- | --- | ------------------- |
| 1  | TM | Méline Gérard       | 30 tháng 5, 1990 (26 tuổi)  | 4    | 0   | Olympique Lyon      |
| 2  | HV | Griedge Mbock Bathy | 26 tháng 2, 1995 (21 tuổi)  | 9    | 0   | Olympique Lyon      |
| 3  | HV | Wendie Renard (c)   | 20 tháng 7, 1990 (26 tuổi)  | 71   | 17  | Olympique Lyon      |
| 4  | HV | Sakina Karchaoui    | 26 tháng 1, 1996 (20 tuổi)  | 1    | 0   | Montpellier HSC     |
| 5  | HV | Sabrina Delannoy    | 18 tháng 5, 1986 (30 tuổi)  | 26   | 2   | Paris Saint-Germain |
| 6  | TV | Amandine Henry      | 28 tháng 9, 1989 (26 tuổi)  | 48   | 6   | Portland Thorns     |
| 7  | HV | Amel Majri          | 25 tháng 1, 1993 (23 tuổi)  | 20   | 3   | Olympique Lyon      |
| 8  | HV | Jessica Houara      | 29 tháng 9, 1987 (28 tuổi)  | 41   | 3   | Olympique Lyon      |
| 9  | TĐ | Eugénie Le Sommer   | 18 tháng 5, 1989 (27 tuổi)  | 116  | 52  | Olympique Lyon      |
| 10 | TV | Camille Abily       | 5 tháng 12, 1984 (31 tuổi)  | 145  | 29  | Olympique Lyon      |
| 11 | TV | Claire Lavogez      | 18 tháng 6, 1994 (22 tuổi)  | 13   | 1   | Olympique Lyon      |
| 12 | TĐ | Élodie Thomis       | 13 tháng 8, 1986 (29 tuổi)  | 116  | 31  | Olympique Lyon      |
| 13 | TĐ | Kadidiatou Diani    | 1 tháng 4, 1995 (21 tuổi)   | 5    | 1   | FCF Juvisy          |
| 14 | TV | Louisa Necib        | 23 tháng 1, 1987 (29 tuổi)  | 125  | 32  | Olympique Lyon      |
| 15 | TV | Élise Bussaglia     | 24 tháng 9, 1985 (30 tuổi)  | 143  | 26  | VfL Wolfsburg       |
| 16 | TM | Sarah Bouhaddi      | 17 tháng 10, 1986 (29 tuổi) | 93   | 0   | Olympique Lyon      |
| 17 | TV | Kheira Hamraoui     | 13 tháng 1, 1990 (26 tuổi)  | 22   | 1   | Olympique Lyon      |
| 18 | TĐ | Marie-Laure Delie   | 29 tháng 1, 1988 (28 tuổi)  | 90   | 62  | Paris Saint-Germain |